# Ocnosispa condyla
Ocnosispa condyla là một loài bọ cánh cứng trong họ Chrysomelidae. Loài này được Staines miêu tả khoa học năm 2002.